# Retablo ayacuchano

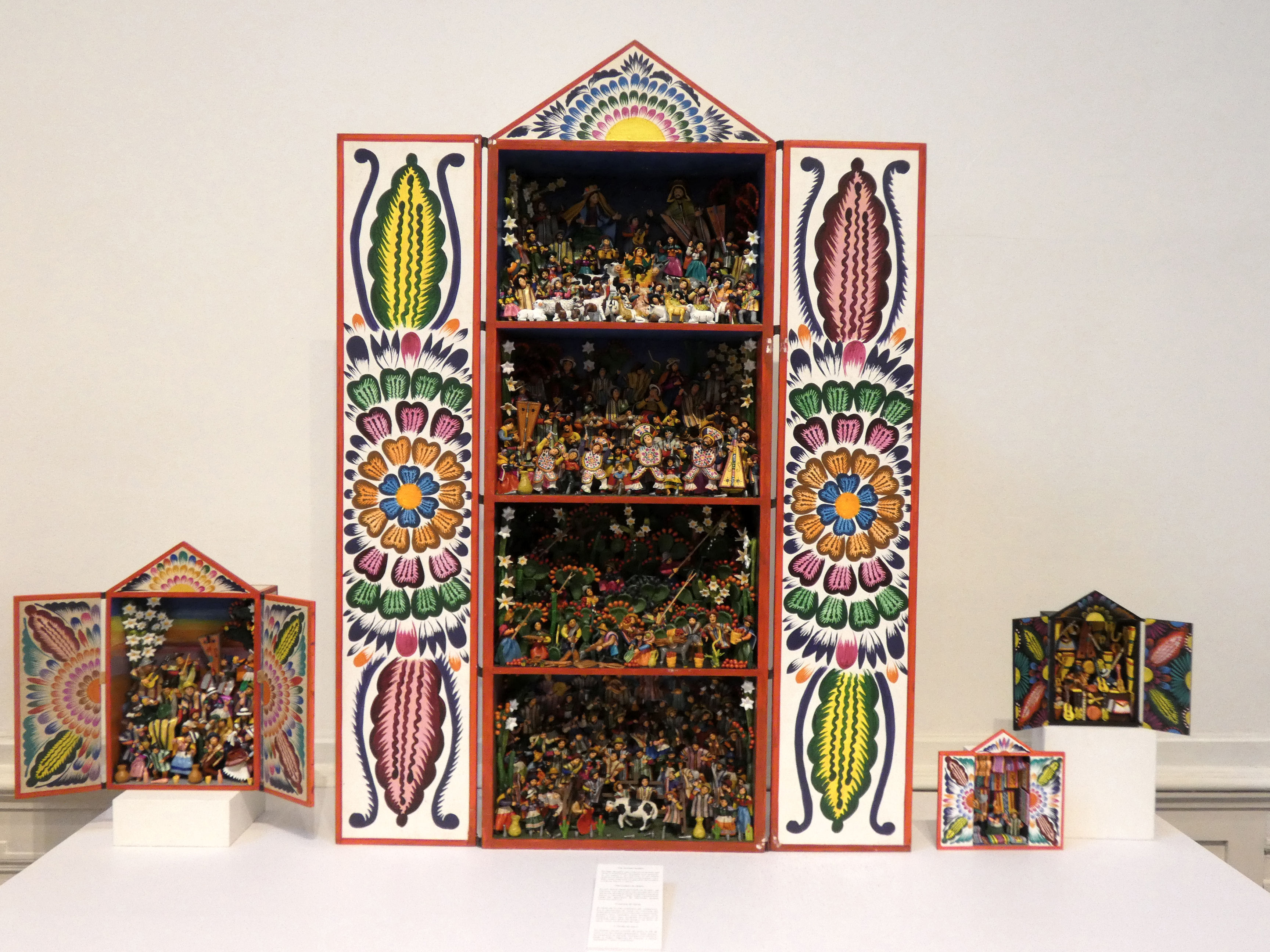
Retablos ayacuchanos de diversos tamaños.

El retablo ayacuchano es una de las expresiones de arte más reconocidas del Perú.

## Historia
El término retablo proviene del latín retro-tabulum (“detrás de la mesa o altar”), que fue posteriormente abreviado como retabulum. Este término refiere al hecho que los primeros 'retablos' eran puestos detrás de los altares de las iglesias católicas tanto en España como en Latinoamérica. 
La tradición española de tener altares portátiles y nacimientos, también conocidos como "belenes" fue muy bien acogida en el mundo andino. Estas cajas contenían santos y otras efigies sagradas y eran usadas para cuidar las viviendas y a los viajeros que las llevaban consigo. El antecedente más cercano al retablo actual es el Cajón de San Marcos, patrón del ganado. Hasta ahora, el san marcos se usa para presidir el ritual de la herranza, o fiesta de Santiago, y para convocar a los espíritus que viven en las montañas. Pero el retablo siguió evolucionando.
En la década de 1940, artistas ayacuchanos e intelectuales limeños de la corriente indigenista impulsaron el renacer de este arte. El artista popular andino se cuida de transmitir sus técnicas y secretos, restringiendo la transmisión de ellos a sus descendientes y unos cuantos discípulos, quienes deben permanecer años dentro del taller para poder dominar plenamente todas las técnicas. El retablo lleva mucho trabajo y uno de los aspectos básicos es el de la preparación de la pasta para el moldeado de las figuras.
En el 2019 el Ministerio de Cultura declaró Patrimonio Cultural de la Nación a los conocimientos, las técnicas y la iconografía asociados a la producción del Retablo Ayacuchano.

## Materiales y estructura

### Caja
Los retablos son cajas rectangulares, normalmente hechas de cedro. Aunque no hay medidas estándar, los retablos clásicos miden 32 cm de alto y 26 cm de ancho. En el fondo se colocan figuras. La parte posterior se tapa generalmente con una madera delgada y las puertas se unen a la caja con unas tiras de cuero.

### Figuras
Las figuras se fabrican con una pasta hecha sobre una base de papa hervida y molida mezclada con yeso. Suelen medir aproximadamente 6 o 7 centímetros. La estructura de las personas en el tablero es hecha con un tipo de pasta en la que primero se realiza la mezcla de harina con agua hirviendo. Después mezclando el yeso el polvo colado (no siendo tan duro o suave, pero fuerte).
Se representan manifestaciones religiosas, fiestas populares, acontecimientos históricos, y eventos patrióticos como desfiles militares o se dedican a personajes, presidentes o generales, campesinos, héroes, etc.

## Enlaces externos

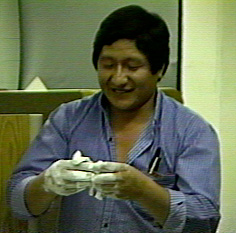
El retablista Nicario Jiménez realizando las figuras a base de papa y yeso.